# 末永純一郎
末永 純一郎（すえなが じゅんいちろう、慶応3年3月2日（1867年4月6日） - 1913年（大正2年）12月31日）は、日本のジャーナリスト。

## 経歴
旧福岡藩士で、国学者・歌人でもあった末永茂世（しげつぐ）の長男として福岡県筑紫郡住吉町（現・福岡市博多区）に生まれる。政治運動家の末永節は弟。幼少時より国学・漢学を学ぶ。1883年（明治16年）上京して杉浦重剛の称好塾で研鑽を積み、1887年（明治20年）から東京帝国大学法科大学の選科で学ぶ。1889年（明治22年）陸羯南・三宅雪嶺・福本日南らが創刊した『日本』新聞の記者となり、日清戦争では従軍記者として健筆を振るった。号は鉄厳といった。
1898年（明治31年）、山縣有朋が新聞紙への課税を計画すると、同志らと反対運動を展開し、これを中止させることに成功した。また同年鈴木重遠・谷干城らによって地租増徴反対同盟が結成されると幹事に就任し、地租増徴に反対した。
1900年（明治33年）東邦協会の幹事となり、康有為・梁啓超・孫文・黄興らと親交を結び、その活動を支援するようになる。また、東亜同文会・対露同志会でも活動。1905年（明治38年）4月満州の大連に渡り、『遼東新報』を創刊。日中両国語の紙面により、両国の親善提携を訴えた。
1913年（大正2年）12月31日、大連に於いて死去。『遼東新報』の経営は弟の末永節が受け継いだ。当初の埋葬地は不明で、現在の墓所は多磨霊園(6-1-1)に存在するが、無縁墳墓状態となっている。